# Christopher Wittig
Christopher Wittig (* 27. November 1995) ist ein deutscher Futsal- und Fußballspieler. Er ist Kapitän der deutschen Futsalnationalmannschaft und spielte in der Futsal-Bundesliga für den VfL 05 Hohenstein-Ernstthal, seit 2024 spielt er in der Serie A. In seiner Jugend spielte er unter anderem für den Chemnitzer FC in der A-Junioren-Bundesligamannschaft.

## Karriere

### Futsal

#### VfL 05 Hohenstein-Ernstthal
Mit dem VfL gewann Wittig bereits die deutsche Futsal-Meisterschaft, spielte in der UEFA Futsal-Champions League und gehörte 2021/22 bei der Premierensaison der Futsal-Bundesliga zum Aufgebot von Hohenstein-Ernstthal.

#### Nationalmannschaft
Wittig und Muhammet Sözer sind mit 56 Länderspielen die deutschen Nationalspieler mit den meisten Einsätzen für die Nationalmannschaft. Neben seiner Funktion als Kapitän ist Wittig auch Rekordtorschütze der deutschen Nationalmannschaft.

## Erfolge
- 2× Teilnahme an der UEFA Futsal-Champions League: 2020
- 2× Deutscher Meister im Futsal: 2018, 2020